# Йоши (лунный кратер)
Кратер Йоши (лат. Yoshi) — маленький ударный кратер в западной части Моря Ясности на видимой стороне Луны. Название присвоено по японскому мужскому имени (Ёси) и  утверждено Международным астрономическим союзом в 1976 г. 

## Описание кратера

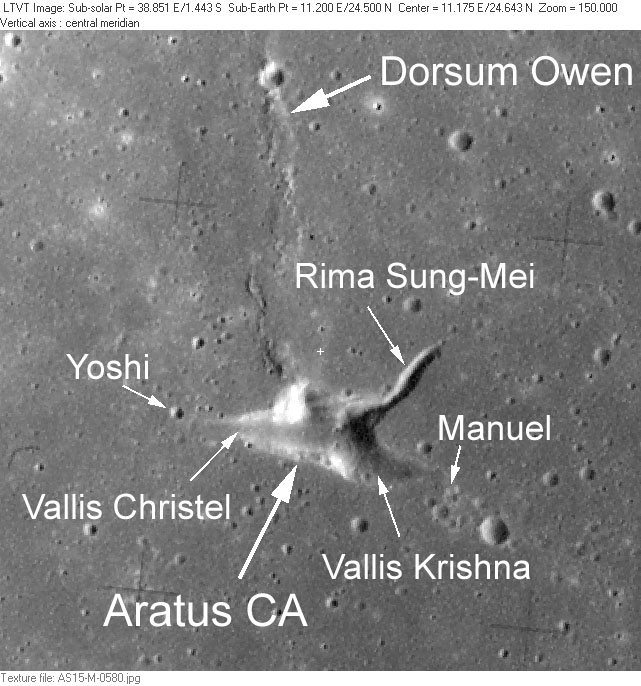
Снимок с борта Аполлона-15.

В непосредственной близости на востоке от кратера Йоши находятся кратеры Арат CA и Мануэль. Также вблизи кратера располагается гряда Оуэна на севере-северо-востоке; долина Кристель, Кришна и борозда Сунь-Мей на востоке. Другими его ближайшими соседями являются кратер Джой на западе; кратер Линней на севере; кратер Бантинг на востоке-северо-востоке; кратер Хорнсби на востоке-юго-востоке и кратер Сульпиций Галл на юге. На западе от кратера Йоши находится гряда Гэста, а за ней горы Апеннины; на северо-западе мыс Френеля; на востоке гряда Фон Котта; на юге гряда Буклэнда; на юго-западе борозды Сульпиция Галла. Селенографические координаты центра кратера 24°34′ с. ш. 10°59′ в. д. / 24,56° с. ш. 10,99° в. д., диаметр 500 м, глубина 130 м.

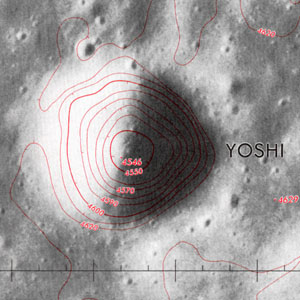
Фрагмент топографической карты 42A431

Кратер Йоши имеет близкую к циркулярной чашеобразную форму с выступом в восточной части, практически не подвергся разрушению. Чаша кратера и местность вокруг неё испещрена крохотными кратерами.
Сателлитные кратеры отсутствуют.

## См.также
- Список кратеров на Луне
- Лунный кратер
- Морфологический каталог кратеров Луны
- Планетная номенклатура
- Селенография
- Минералогия Луны
- Геология Луны
- Поздняя тяжёлая бомбардировка